# Alles Paletti (Fernsehfilm)
Alles Paletti ist ein deutscher Fernsehfilm, der 1985 erstmals im ZDF ausgestrahlt wurde. Als Vorlage diente eine Novelle von Leonhard Lentz. Das Drehbuch schrieb Michael Lentz. Regieassistentin war Christine Kabisch.

## Inhalt
Kai Wodar wird als Sohn eines deutsch-jugoslawischen Ehepaars in Wien geboren. Sein Vater Milan arbeitet als Trainer im Profifußball und hat zu der Zeit in Österreich ein Engagement. Doch Kai, den seine Freunde Fips nennen, lernt seine Mutter kaum kennen, sie verunglückt tödlich bei einem Verkehrsunfall. Einige Jahre bringt er in einem Internat zu, ehe sein Vater, inzwischen mit der Jugoslawin Gordana verheiratet, ihn wieder zu sich holt. Für Fips beginnen unruhige Jahre; Milan Wodar wechselt ständig die Vereine. Es reiht sich Gastspiel an Gastspiel. Über mehrere Stationen quer durch Deutschland treibt es die Wodars, zu deren Haushalt auch Oma Margrit zählt. Oma Margrit zeigt oft mehr Verständnis für den Jungen, der langsam in die Pubertät kommt, während Stiefmutter Gordana keinen Zugang zu ihm findet.
Als Fips vierzehn Jahre alt ist, landen sie im Ruhrgebiet, bei den Blau-Weißen, einem durchschnittlichen Bundesligaverein, der schnell in Abstiegssorgen gerät.
Der Volkszorn richtet sich gegen Trainer Wodar. Das bekommt auch Fips zu spüren, der immer mehr erkennt, dass der Profifußball und sein schnelllebiges Geschäft Gift für ihn und das Zusammenleben der Familie ist.
Sein Vater erhält Drohbriefe von „Fans“, die Hauswand schmückt die Parole „Trainer raus!“.
Doch Fips, der den Fußball eigentlich hasst, fühlt sich in der Stadt relativ wohl. Er verliebt sich zum ersten Mal in seinem Leben in das Mädchen Anke, die alle „WauWau“ nennen, freundet sich mit dem achtzehnjährigen Rico an, spielt bei einem Tischtennis-Verein und kehrt oft beim italienischen Eiscafé um die Ecke ein.
Als er von Wechselabsichten seines Vaters in die Türkei erfährt, zeigt sich Fips geschockt und probt den Aufstand. Er will nicht schon wieder woanders hin und seine Freunde zurücklassen. Zu allem Übel erfährt er noch, dass sein Freund schwer erkrankt und ins Krankenhaus eingeliefert wird. Im Anschluss daran demolieren Mitschüler sein Fahrrad. Für Fips, der zudem Probleme mit Vater und Mutter bekommen hat, droht eine ganze Welt zusammenzubrechen.
Nach einer 0:5-Niederlage in München stehen die Blau-Weißen kurz vor einem Abstiegsplatz. Sie benötigen aus dem letzten Spiel der Saison gegen das Team aus Hamburg zu Hause wenigstens einen Punkt. Geht dieses Unterfangen schief, muss Trainer Wodar seinen Stuhl räumen.
Das weiß auch Fips, der erstmals seit langer Zeit wieder ins Stadion geht, um sich dieses entscheidende Spiel anzusehen. Doch der Spielverlauf  deutet auf eine Katastrophe für die Blau-Weißen hin. Anfang der 2. Halbzeit fällt das 0:3. Die Stimmung im Stadion ist aggressiv, auf den Rängen skandieren die Fans wie aus einem Hals „Wodar raus!“.
Trainer Wodar muss reagieren. Zur Überraschung aller wechselt er den jungen Bodo Joosten für den Mannschaftsführer Hatty Kleebaum ein. Ein gellendes Pfeifkonzert und völliges Unverständnis ist die Reaktion auf diese Entscheidung. Doch kurze Zeit später wendet sich das Blatt, denn Joosten und der sonst so oft gescholtene Glaser sorgen für Verwirrung in der Hamburger Hintermannschaft und die Blau-Weißen beginnen ihre Aufholjagd. Binnen kurzer Zeit verkürzen sie auf 2:3.
Dann kurz vor Schluss wird das Anrennen auf das Hamburger Tor belohnt: Per Foulelfmeter verwandelt Glaser zum 3:3-Ausgleich, was gleichzeitig den Klassenerhalt für Blau-Weiß bedeutet.
Das Stadion kocht über, diesmal vor Freude, und  Fips stürmt in die Katakomben, um seinen Vater zu beglückwünschen. Dort, in der Kabine, wird der geniale Schachzug von Wodar, die Mannschaft umzustellen und mit Joosten den Joker schlechthin eingewechselt zu haben, mit Sekt gefeiert.
Viel Zeit aber hat Milan Wodar nicht, denn die Presse wartet auf ihn. Auf Fips dagegen wartet draußen Anke. Sie freut sich, dass er wenigstens für ein weiteres Jahr in der Stadt bleiben kann. Doch sie hat auch schlechte Nachrichten, denn Rico, sein bester Freund, liegt im Sterben.

## Kritiken
„Humorvolle und ironische Schilderung der Nöte eines Heranwachsenden, ebenso einfühlsam wie leichthändig erzählt.“